# En lappbok
En lappbok är en samling folklivsskildringar av Alfhild Agrell, utgiven 1919 på Fahlcrantz förlag. Boken blev Agrells sista.

## Om boken
Boken innehåller en samling berättelser som är förlagda till samisk miljö. Flertalet av berättelserna är baserade på samisk sägentradition.

## Mottagande
I tidskriften Hertha skrev Ellen Kleman en uppskattande recension. I övrigt bemöttes En lappbok kritiskt i pressen.

## Utgåvor
- En lappbok. Stockholm: Fahlcrantz. 1919. Libris 1648619